# Nothoscordum nublense
Nothoscordum nublense är en amaryllisväxtart som beskrevs av Pierfelice Ravenna. Nothoscordum nublense ingår i släktet vaniljlökar, och familjen amaryllisväxter. Inga underarter finns listade i Catalogue of Life.